# Certus Automobil-Werk
Das Certus Automobil-Werk war ein deutscher Automobilhersteller.

## Beschreibung
Das Unternehmen war von 1927 bis 1928 in Offenburg ansässig. Es war aus dem Stellmacherbetrieb Dierks & Wroblewski hervorgegangen.
Im Sommer 1927 wurden erstmals Automobile mit französischen S.C.A.P.-Motoren angeboten. Eine andere Quelle bestätigt 1927 als Produktionsbeginn. Belegt sind drei Modelle, das Sechszylindermodell 7/32 PS und die Achtzylindermodelle 8/45 PS und 9/55 PS. Darüber hinaus wurden noch zwei Kompressormodelle konstruiert, bei denen es aber unklar ist, ob sie jemals gefertigt wurden, eines mit 6/60 PS und eins mit 8/80 PS.
Der 8/45-PS, der als der preiswerteste Achtzylinder auf dem Weltmarkt angepriesen wurde, war das am häufigsten gebaute Modell. 
Eine andere Quelle nennt einen 10/55 PS mit Vierradbremse und siebensitziger Karosserie sowie den 8/45 PS mit Achtzylindermotor und fünf Sitzen.